# Црква брвнара у Севојну
Црква брвнара у Севојну удаљена је од центра места око један километар, уз поток који води ка Трешњици. Представљала јенепокретно културно добро као споменик културе, постојала је до 1996. године, када је изгорела до темеља. На њеном месту подигнута је нова црква по оригиналним цртежима и од истог материјала. У цркву су враћене иконе које су сачуване после пожара.

## Стара црква
Стара црква је у једном периоду била и ужичка парохијска црква, јер је у цркви у Ужицу било забрањено богослужење. Максим Евгенијевић, трговац, родом из Ужица, у свом животопису из 1877. године казе да је његов отац са народом направио пут од Ужица до Севојна, који се звао „варошки” пут. За само сат хода стизало се до засеока Црквине и до цркве.
Црква, једноставне архитектуре, заједно са олтаром, била је дугачка 11 m и широка 5,6 m, постављена на камене тесанике. Унутрашњост цркве је подељена на олтар и наос.
Зна се да су је Турци два пута палили и да је последњи пут обнављана 1773. године, која се узима као година подизања, иако Драгиша Лапчевић помиње ову цркву брвнару и 1688. годину као време њеног подизања. Познати зограф Симеон Лазовић осликао је ову цркву 1772. и 1779. године, царске двери и три иконе. У цркви је сачуван и један антиминс, исписан грчким словима и убележеном 1772. годином.

## Данашња црква
Данашња црква подигнута је 2012. године, по пројекту обнове из 2000. године. Темеље је освештао епископ жички Хризостом 2. априла, када је и почела изградња.